# Venezuela op de Olympische Winterspelen 2014
Venezuela was een van de landen die deelnam aan de Olympische Winterspelen 2014 in Sotsji, Rusland.
Bij de vierde deelname van Venezuela aan de Winterspelen werd het land voor de derde keer vertegenwoordigd door een deelnemer. Nadat op de edities van 1998, 2002 en 2006 enkel rodelaars deelnamen, nam Antonio Jose Pardo Andretta op deze editie deel bij het alpineskiën. Hij was de vierde man op vijf winterolympiërs in totaal die zijn vaderland vertegenwoordigde.

## Deelnemers en resultaten
(m) = mannen, (v) = vrouwen 

### Alpineskiën
| Olympiër                    | Onderdeel        | Resultaat | Prestatie              |
| --------------------------- | ---------------- | --------- | ---------------------- |
| Antonio Jose Pardo Andretta | reuzenslalom (m) | DNF-1     | 1e run: niet gefinisht |